# Léon Thiébaut
Léon Norbert Amédée Thiébaut (Nizza, 1878. június 14. – Párizs, 1943. március 8.) olimpiai ezüstérmes francia vívó.
A második nyári olimpián, az 1900. évi nyári olimpiai játékokon, Párizsban indult vívásban, három versenyszámban: kardvívásban ezüstérmet szerzett, tőrvívásban helyezés nélkül zárt, míg párbajtőrvívásban a 8. lett.